# 파울루스 아라유리
파울루스 베르네리 아라유리(핀란드어: Paulus Verneri Arajuuri, 1988년 6월 15일 ~ )는 핀란드의 전 축구 선수로, 센터백으로 활약했다.
2005년 에스푸에서 시니어 경력을 시작한 그는 이후 핀란드, 스웨덴, 폴란드, 덴마크, 키프로스의 클럽에서 선수 생활을 했다. 특히 레흐 포즈난과 함께 폴란드 엑스트라클라사와 폴란드 슈퍼컵에서 우승하고 브뢴뷔와 함께 덴마크 컵 우승을 달성했다. 그는 핀란드에서 HIFK에서 선수 생활을 마친 후 2023년 은퇴를 선언했다.
아라유리는 핀란드 국가대표팀에 57번 출전했으며, UEFA 유로 2020에 출전한 대표팀의 일원이었다.

## 구단 경력

### 마리에함
헬싱키 출신인 아라유리는 2008년 올란드 클럽 마리에함으로 이적했다. 마리에함에서의 첫 시즌 동안 그는 두 경기를 제외한 모든 경기에 출전하여 총 24경기에 출전했다.
2009년 여름, 아라유리는 스웨덴으로의 이적, 특히 유르고르덴와 자주 인연을 맺었다. 아라유리의 선수 에이전트인 요나스 위르몰라는 올란드의 주요 신문사 중 한 곳에서 유르고르덴과 다른 여러 클럽이 이 젊은 핀란드 수비수에게 관심을 보였다고 인정했다.

### 칼마르
결국 아라유리는 2009년 9월 24일, 스웨덴의 2008년 챔피언인 칼마르와 보스만-이적 계약을 체결했다. 그는 2011년 6월 23일, GAIS와의 홈 경기에서 칼마르의 첫 리그 골을 넣었다. 그는 두 골을 넣으며 스몰란드 클럽의 2-1 승리를 도왔다. 아라유리는 2011년 알스벤스칸 기간 동안 총 10경기에 출전했으며, 이 중 9경기는 선발 라인업에 포함되어 두 골을 넣었다. 칼마르는 알스벤스칸에서 8위를 차지하며 헬싱보리에 패한 스벤스카 쿠펜 결승에 진출했다. 하지만 칼마르는 컵 결승전 참가를 통해 UEFA 유로파리그 예선에 진출했다.
아라유리는 2012년 시즌 칼마르에서 선발 라인업에 이름을 올린 진정한 돌파구를 경험했다. 아라유리는 총 21경기에 출전했으며 모두 선발 라인업에 이름을 올렸다. 아라유리는 유로파리그 칼마르의 예선 6경기에도 모두 출전했다. 칼마르는 3차 예선에 진출했지만 스위스 클럽 영 보이스에 밀려 탈락했다. 칼마르는 알스벤스칸에서 10위를 차지했다.
아라유리는 2013년 시즌에도 선발로 활약했으며 칼마르 팀의 주장으로도 임명되었다. 아라유리는 12경기에 출전했지만 엉덩이 부상으로 시즌이 끝날 때까지 결장하는 등 강력한 선발 출전에 차질을 빚었다. 칼마르는 알스벤스칸에서 성공적인 시즌을 보냈고, 4위로 마감했다.

### 레흐 포즈난
2013년 8월에 체결된 계약에 따라 아라유리는 2014년 1월, 폴란드의 엑스트라클라사 클럽 레흐 포즈난에 3년 계약으로 입단했다. 아라유리는 2014년 4월 5일, 야기엘로니아 비아위스토크와의 홈 경기에서 레흐 포즈난 소속으로 데뷔했다. 2013-14년 시즌 후반기에는 5경기에 출전했으며, 이 중 4경기는 선발 라인업에 이름을 올렸다. 레흐는 엑스트라클라사에서 레기아 바르샤바에 이어 준우승을 차지하며 우승을 차지했다. 레흐는 다음 시즌 UEFA 유로파리그 예선에 진출했다.

### 아노르토시스
2021년 6월 30일, 아라유리는 키프로스 1부 리그 클럽인 아노르토시스와 1년 계약을 체결했다.

### HJK
2022년 7월 15일, 아라유리는 핀란드로 돌아와 HJK와 계약했다.

### HIFK
2023년 2월 6일, 아라유리는 HIFK와 2년 계약을 체결했다. 2023년 시즌이 끝난 후, 아라유리는 프로 축구에서 은퇴한다고 발표했다.

## 국가대표팀 경력
아라유리는 2010년 1월 18일, 스페인 말라가에서 열린 대한민국과의 친선 경기에서 핀란드 국가대표팀 첫 출전 기회를 얻었다. 그는 84분에 교체 투입되었다. 그는 2015년 10월 11일, 북아일랜드와의 UEFA 유로 2016 예선 경기에서 국가대표팀 첫 골을 넣었다.
아라유리는 2021년 5월 29일, 스웨덴과의 UEFA 유로 2020 대회 전 친선 경기에 소집되었다. 그는 우승 기간 동안 핀란드 국가대표팀의 세 경기에 모두 출전하여 러시아와의 경기에서 주장으로 활약했다.
아라유리는 동료 센터백 요나 토이비오와 함께 2021년 11월 16일, 프랑스와의 2022년 FIFA 월드컵 예선 경기를 끝으로 국가대표 축구에서 은퇴한다고 발표했다.